# Bradysia kassebeeri
Bradysia kassebeeri är en tvåvingeart som beskrevs av Heller 1998. Bradysia kassebeeri ingår i släktet Bradysia och familjen sorgmyggor. Inga underarter finns listade i Catalogue of Life.